# Gurao, Anhui
Gurao (kinesiska: 古饶) är en köping  i östra Kina. Den ligger i stadsdistriktet Lieshan i staden Huaibei i provinsen Anhui, omkring 210 kilometer norr om provinshuvudstaden Hefei. Antalet invånare är 78538. Befolkningen består av 39 315 kvinnor och 39 223 män. Barn under 15 år utgör 17,0 %, vuxna 15-64 år 70 %, och äldre över 65 år 11,0 %.